# Noakhali
Noakhali és una ciutat i municipi de Bangladesh, capital del districte de Noakhali. El municipi té una àrea de 12,6 km² i una població de 74.585 habitants. Anteriorment es va dir Sudharam. El territori d'aquesta ciutat va desaparèixer el 1948 per l'erosió del riu Megna i es va traslladar 8 km més al nord al lloc de la població de Maijdi.
Sota els britànics fou capital d'una subdivisió amb 3.362 km² i 578.797 habitants (1881).